# Symplocos tetrandra
Symplocos tetrandra är en tvåhjärtbladig växtart som beskrevs av Carl Friedrich Philipp von Martius. Symplocos tetrandra ingår i släktet Symplocos och familjen Symplocaceae. Inga underarter finns listade i Catalogue of Life.